# Джудже
Джуджета са митични същества.

## Митологична информация
Дверг, двеорг, цверг (в превод на български „джудже“) в нордическата и германска митология е дребно на ръст човекоподобно същество, което живее в гората или в планината. Планинските джуджета прекарвали голяма част от времето си под земята, копаейки своите тунели. Прието е да се смята, че джуджетата са били миньори. Всеки по-голям род разполагал със собствена мина. За предводител на род се избирало най-старото джудже. Интересно предположение е, че всички родови мини били свързани посредством тунели, като по този начин се образувал джуджешки град.

## В романите на Толкин
В романа на Джон Роналд Руел Толкин „Властелинът на пръстените“ джуджетата са представени като добри бойци, но и като алчни същества обичащи алкохола. Джуджетата, за разлика от хората и елфите не са чеда на Илуватар, те са създадени от Ауле Ковача, който направил седем бащи на джуджетата. Измежду всички бащи, в толкиновите творби се появява единствено Дурин Безсмъртния, най-стария от седемте. Като Ауле, техния създател, джуджетата обичали ковашкото изкуство, каменоделството и минната работа. Те копали и обработвали метали в планините на Средната земя и създали едно от най-големите си подземни кралства Мория, където обаче от алчност копали толкова на дълбоко, че събудили страшен и могъщ демон от сенките – Балрог. Иначе джуджетата се държали настрана от другите раси и не обичали да общуват с тях, поради тази причина техният език (Хуздул) бил държан в тайна и те не казвали своите „вътрешни“ имена на никого от друга раса. Не ги изписвали дори и на гробовете си.
Първите джуджета били направени от Ауле Ковача във Валинор, защото той предчувствал идването на чедата на Илуватар и пожелал да направи свои чеда, за да ги научи на изкуство и способности. Работата на Ауле била обречена, защото той нямал властта да даде живот на своите чеда. Тази способност принадлежала само на Илуватар. Когато джуджетата били готови, гласът на Илуватар казал, че Еру е съгласен да даде на джуджетата живот, ако те се събудят след първородните (елифите). Така и станало. Илуватар обещал да събуди бащите на джуджетата „когато му дойде времето“ и го сторил не много след събуждането на елфите. Първият и най-главен от джуджетата бил Дурин, който основал кралството Хазад-дум (Мория) в Мъгливите планини. Хазад-дум бил основната цитадела по времето, когато джуджетата прекосили Сините планини. Други две могъщи крепости били Габилгатол на север и Тумунзахар на юг.
Ауле правил джуджетата по времето, когато Светът отвъд Аман все още бил под контрола на Мелкор и затова той ги направил твърди и непреклонни, за да оцеляват в опасности и несгоди. По природа джуджетата са упорити и потайни, въпреки че са добри и лоялни приятели. Те са важни и горделиви, казано е още, че усвояват бързи различни умения. Вероятно най-добрата позната черта в характера на джуджетата е техният силен инстинкт в работата с метал и камък, което без съмнение е придобито от техния създател Ауле. Казано е, че в древни времена са предпочитали работата с мед и желязо, но по-късно те обработват злато и сребро, както и неговата разновидност – митрил, който добивали в мините на Хазад-дум. От всички материали обичали най-много скъпоценните камъни.
Въпреки че живеели далеч повече отколкото хората (около 250 години), джуджетата са смъртни. Какво става обаче след смъртта им е неизвестно. Някои смятът, че стават на камък, а други, че Ауле Ковача ги събирал и след края на света те щели да му помогнат в изграждането на Арда (на езика на древните „Арда“ означава целия свят и всичко на него).